# A tempo pieno
A tempo pieno (L'Emploi du temps) è un film del 2001 diretto da Laurent Cantet.
Il soggetto è ispirato liberamente al caso di Jean-Claude Romand, finito tragicamente nel 1993, dopo 18 anni di menzogne.

## Trama
Vincent, padre di tre figli, viene licenziato dal suo impiego di consulente finanziario. Egli però non trova il coraggio di riferire l'accaduto alla sua famiglia, e si inventa anzi una vita parallela fatta di viaggi di lavoro all'estero e, per garantire uguale tenore di vita ai suoi cari, convince degli amici a prestargli dei soldi con la scusa di fantomatici investimenti.

## Riconoscimenti
- 2001 - Viennale
  - Premio FIPRESCI